# Downingtown
Downingtown is een plaats (borough) in de Amerikaanse staat Pennsylvania, en valt bestuurlijk gezien onder Chester County.

## Demografie
Bij de volkstelling in 2000 werd het aantal inwoners vastgesteld op 7589. In 2006 is het aantal inwoners door het United States Census Bureau geschat op 7885, een stijging van 296 (3,9%).

## Geografie
Volgens het United States Census Bureau beslaat de plaats een oppervlakte van 5,7 km², geheel bestaande uit land. Downingtown ligt op ongeveer 131 m boven zeeniveau.

## Plaatsen in de nabije omgeving
De onderstaande figuur toont nabijgelegen plaatsen in een straal van 12 km rond Downingtown.

## Geboren
- Miles Teller (1987), acteur